# Borut Petrič
Borut Petrič (ur. 28 grudnia 1961 w Kranju) – słoweński pływak reprezentujący Jugosławię, trzykrotny olimpijczyk, pięciokrotny medalista mistrzostw Europy, jednokrotny mistrzostw świata oraz ośmiokrotny igrzysk śródziemnomorskich, a także trener pływacki. Sportowiec roku 1981 w Jugosławii. Jego brat Darjan również był pływakiem.

## Życiorys

### Kariera juniorska
Pływanie zaczął trenować w wieku 8 lat, później porzucił je dla piłki wodnej, jednak jako jedenastolatek wrócił do pływania. W 1975 był trzeci na 1500 m stylem dowolnym na juniorskich mistrzostwach Europy. Rok później na tej samej imprezie wywalczył złoto na tym samym dystansie, a także został srebrnym medalistą na 400 m stylem dowolnym i 200 m stylem motylkowym.

### Kariera seniorska

#### Igrzyska olimpijskie
Petrič trzykrotnie brał udział w igrzyskach olimpijskich. W 1976 startował na 400 i 1500 m stylem dowolnym. Na krótszym dystansie odpadł w pierwszej rundzie, zajmując 5. miejsce w drugim wyścigu eliminacyjnym z czasem 4:07,54, natomiast na dłuższym także zakończył rywalizację w pierwszej rundzie, zajmując 4. pozycję w pierwszym wyścigu eliminacyjnym z czasem 16:03,92. Był najmłodszym reprezentantem Jugosławii na tych igrzyskach. Na kolejnych igrzyskach wystąpił na 200, 400 i 1500 m stylem dowolnym. Na 200 m odpadł w pierwszej rundzie, zajmując 6. lokatę w drugim wyścigu eliminacyjnym z czasem 1:56,51. Na dystansie dwukrotnie dłuższym także zakończył rywalizację w pierwszej rundzie, zajmując 3. miejsce w pierwszym wyścigu eliminacyjnym z czasem 3:59,63. Na najdłuższym dystansie z czasem 15:31,53 uplasował się na 2. pozycji w pierwszym biegu eliminacyjnym, co dało mu kwalifikację do finału, w którym z czasem 15:21,78 był piąty. Na swoich ostatnich igrzyskach wziął udział, tak jak cztery lata wcześniej, w zawodach na 200, 400 i 1500 m stylem dowolnym. Na najkrótszym dystansie zajął 3. lokatę w siódmym wyścigu eliminacyjnym z czasem 1:52,74, odpadając z dalszej rywalizacji i plasując się w końcowej klasyfikacji na 19. pozycji. Na 400 metrów również zakończył udział w pierwszej rundzie, uzyskując czas 3:56,07 w drugim wyścigu eliminacyjnym, który dał mu w nim drugie miejsce. W klasyfikacji końcowej Petrič był osiemnasty. Na najdłuższym dystansie Słoweniec reprezentujący Jugosławię po raz kolejny zakończył rywalizację w pierwszej rundzie, zajmując 4. lokatę w drugim wyścigu eliminacyjnym z czasem 15:36,44 i plasując się ostatecznie na 15. pozycji. Był najstarszym pływakiem reprezentującym Jugosławię na tych igrzyskach.

#### Pozostałe zawody
W 1975 zajął 5. miejsce na igrzyskach śródziemnomorskich na 1500 m stylem dowolnym z czasem 16:49,36. Na mistrzostwach Europy w 1977 zdobył brązowy medal na 1500 m stylem dowolnym z czasem 15:30,74. Rok później w tej samej konkurencji wywalczył srebro na mistrzostwach świata, uzyskując czas 15:20,77. Na Igrzyskach Śródziemnomorskich 1979 zdobył srebro na 200 i złoto na 400 i 1500 m stylem dowolnym, a także srebro na 200 m stylem motylkowym i złoto na 400 m stylem zmiennym. Na Mistrzostwach Europy 1981 wywalczył złoto na 400 m stylem dowolnym z czasem 3:51,63 i srebro na 1500 m tym samym stylem z czasem 15:17,31. W 1982 był piąty na 400 m stylem dowolnym na mistrzostwach świata, a rok później został wicemistrzem Europy na 400 (czas 3:51,96) i 1500 m stylem dowolnym z czasem 15:14,54 oraz złotym medalistą igrzysk śródziemnomorskich na 200 m stylem dowolnym i brązowym na 400 m tym samym stylem i 200 m stylem zmiennym. W latach 1977, 1978 i 1982 wygrywał maraton pływacki Faros. W latach 1976–1978, 1981 i 1983 zostawał sportowcem roku w Słowenii, a w 1981 także sportowcem roku w Jugosławii. W 1978 otrzymał nagrodę Bloudka. 44-krotny mistrz Jugosławii i wielokrotny mistrz Bałkanów. Był rekordzistą Słowenii na różnych dystansach, zarówno na krótkim, jak i na długim basenie; niektóre z jego rekordów przetrwały ponad 20 lat.

### Dalsze losy
Na początku XXI wieku założył w rodzinnym mieście klub pływacki Zvezda. Był jego prezesem, a także jednym z trenerów, jednakże w 2009 odszedł z klubu i przeszedł do PK Maribor. W 2012 był jednym z trenerów słoweńskiej reprezentacji pływackiej. We wrześniu 2012 został trenerem chorwackiego klubu Jug. Razem z nim do tej drużyny trafiła podopieczna Petricia, Tanja Šmid. Odszedł z klubu pod koniec 2015. W maju 2016 został trenerem Veležu Mostar. Po igrzyskach olimpijskich w Rio de Janeiro na dwa lata zawiesił karierę trenerską, po czym został szkoleniowcem PK Kranj. Był też członkiem zarządu związku pływackiego Bośni i Hercegowiny.

### Życie prywatne
Jego brat Darjan również był pływakiem, trzykrotnie startował na igrzyskach olimpijskich, natomiast ojciec Drago (1935–2006) był przez wiele lat asystentem dyrektora Instytutu Ubezpieczeń Zdrowotnych Słowenii (słoweń. Zavod za zdravstveno zavarovanje Slovenije), a także w latach 1967–1972 przewodniczącym klubu PK Triglav Kranj, w latach 1976–1981 przewodniczącym Słoweńskiego Związku Pływackiego, z kolei wcześniej uprawiał piłkę wodną i pływanie. Żonaty z Vanją, z którą ma dwie córki.